# 吉慶橋
吉慶橋，是香港屯門區的一座小橋，位於大欖郊野公園內。在1920年代青山公路建成之前，吉慶橋是橫跨大欖山區的小徑必經之處，為元朗至荃灣的主要通道。七渡河為附近數山澗的交匯處，水流湍急，為便利行旅，當地人士於1871年（清同治十年）集資建成。1950年代興建大欖涌水塘時，此橋獲得重修。昔日七渡河附近共有七處跨越溪澗的小渡橋，故得其名。
吉慶橋長度5米，寛度1.2米，兩側圍欄高1米。
- 元荃古道 穿越時空